# کوروایشی، آئوموری
کوروایشی، آئوموری از شهرهای Aomori Prefecture Japan است که در January 1 ۲۰۰۸ جمعیت آن ۳۵۱۸۷ نفر بوده‌است.